# Bùi Vịnh
Bùi Vịnh (1508 – 1545) là nhà văn, danh thần nhà Mạc. Ông là người làng Giáp Nhị (làng Nhĩ), xã Thịnh Liệt (tục gọi làng Sét), huyện Thanh Đàm, trấn Sơn Nam, nay thuộc Hà Nội. Bùi Vịnh đỗ đệ nhất giáp tiến sĩ, đệ nhị danh (bảng nhãn) niên hiệu Đại chính 3 (1532) đời Mạc Đăng Doanh. Bùi Vịnh làm quan tới chức Lại bộ Tả thị lang tước Mai lĩnh hầu.

## Gia thế
Ông là con thứ hai của nhà văn, tiến sĩ Bùi Xương Trạch (1451 – 1529), tác giả bài ký Quảng Văn Đình nổi tiếng thời Lê Thánh Tông, là cố nội tiến sĩ Bùi Bỉnh Quân và là viễn tổ của Bùi Huy Bích. Ông có con là Bùi Bỉnh Uyên lấy con gái của Lê Bá Ly.

## Sự nghiệp
Bùi Vịnh vốn thiên tính thông minh, học vấn uyên bác, soạn nhiều văn chương cả chữ Hán và chữ Nôm, nhưng hiện còn lại ít. Năm 25 tuổi đã đậu Bảng nhãn, khoa Nhâm thìn (1532), đời Mạc Đại Chính (Đăng Doanh). Thi ứng chế, ông đỗ đầu, bài thơ ngũ ngôn 49 vần nay vẫn còn được lưu giữ. Ông làm quan đến chức Tả Thị lang bộ Hộ kiêm Tả Xuân phường, sau này đến chức Đông các Đại học sĩ, tước Mai Lĩnh Hầu.
Có nhiều tác phẩm như "Thơ ngũ ngôn trường thiên" 49 vần, phú "Đế đô hình thắng" bằng chữ Hán. Đáng chú ý là bài phú Nôm "Cung trung bảo huấn", đề cao lễ giáo, viết bằng tiếng Việt khá lưu loát, uyển chuyển mặc dù có nhiều điển cố, có thể coi là một chứng tích của sự phát triển ngôn ngữ văn học Nôm thế kỉ 16.
Năm Ất tị 1545, ông mất, thụy là Trung Hiến.

## Tác phẩm tiêu biểu
Tác phẩm của ông bằng chữ Hán có bài thơ Thơ ngũ ngôn trường thiên (49 vần) được sáng tác để thi ứng chế Bảng nhãn và bài phú Đế đô hình thắng ca ngợi vẻ đẹp hình thế của đất Thăng Long, ít nhiều thể hiện niềm tự hào về kinh đô văn vật cổ kính, do vua Mạc sai làm.
Bùi Vịnh có hai cháu gái là cung nhân trong cung vua Mạc. Ông làm bài phú Cung trung bảo huấn dâng vua Mạc và cũng là để răn dạy hai cháu mình. Tương truyền ông được vua Mạc ban thưởng hậu. Mục đích bài phú như Bùi Vịnh nói, là chép những lời dạy quý báu, những phép tắc lớn để dạy dỗ nơi cung cấm. Tác phẩm có 8 vần 24 liên. Đoạn đầu Bùi Vịnh ca tụng nhà Mạc như một triều đại thịnh trị có vua hiển đức. Bài phú cũng nói lên vinh dự của cung phi được ân đãi nơi “đền loan gác phượng”. Phần chính tác phẩm nói đến phận sự của họ phải học theo nết tốt (như cần kiệm, khiêm tốn, dịu dàng) tránh thói xấu (xa hoa, ghen ghét…) để có một tương lai tốt đẹp “vua thánh tôi hiền nước yên nhà thuận”. Nội dung bài phú nghèo nàn, khô khan, để cao lễ giáo phong kiến với tất cả những khuôn phép khắt khe, nghiệt ngã. Vẻ hình thức thì dùng nhiều chữ Hán điển tích cầu kỳ. Tuy nhiên văn viết bằng tiếng Việt khá lưu loát, uyển chuyển, ghi lại được nhiều từ ngữ cổ. Cung trung bảo huấn phú là một chứng tích của sự phát triển ngôn ngữ văn học Nôm thế kỷ XVI.